# Oskar Adler
Oskar Adler   (Viena, 1875 - Londres, 1955) va ser un violinista, metge i savi esotèric austríac.
Amic propi d' Arnold Schönberg dels seus dies escolars, Adler li va ensenyar els rudiments de la música, li va donar la seva primera filosofia i va interpretar música de cambra amb ell. Tot i que va ser autodidacta, Adler va liderar durant molts anys un quartet de cordes, el violoncel·lista habitual era un altre compositor-amic, Franz Schmidt. Adler també va tocar a la Societat de representacions musicals privades de Schoenberg, va impartir classes de música i filosofia, va oferir consells musicals i espirituals i va llançar horòscops per a molts dels artistes creatius més importants de Viena.
El 1935 el violinista Louis Krasner consultà Adler (així com Carl Flesch) sobre la part solista de Alban Berg' en el Concert per a violí, que Krasner havia encarregat, però no podia, en aquest moment, interpretar. Al voltant d'aquest moment, Adler era també el mestre del jove Hans Keller, posteriorment músic, escriptor i expert en Schoenberg resident al Regne Unit.
Després de l'Anschluss, Schoenberg va intentar que Adler arribés a Califòrnia, però es va escapar al Regne Unit, passant els anys quaranta al districte dels llacs i els seus últims anys a Londres. Adler i Schoenberg van reprendre la seva amistat per carta a finals dels anys quaranta; es publica part de la correspondència.
Els principals llibres d'Adler van ser Crítica de la música pura (1918, encara sense publicar) i El Testament de l'astrologia (publicat en 3 volums entre 1935 i 37, moltes edicions posteriors). El "Testament of Astrology" va ser traduït a l'anglès pel seu devot alumne Zdenka Orenstein i editat per Amy Shapiro.
Una biografia, d'Amy Shapiro, inclou cartes, contes i memòries reunides al llarg de vint anys de descoberta, de persones que van relatar el paper vital que el doctor Oskar Adler va interpretar a la vida cultural pre-feixista de Viena abans del 1938 i en l'exili.